# 中国国际展览中心
中国国际展览中心是位于中国北京市的大型展览中心，由中国国际贸易促进委员会直属的中国国际展览中心集团有限公司运营，现有朝阳、顺义两座展馆。

## 朝阳馆

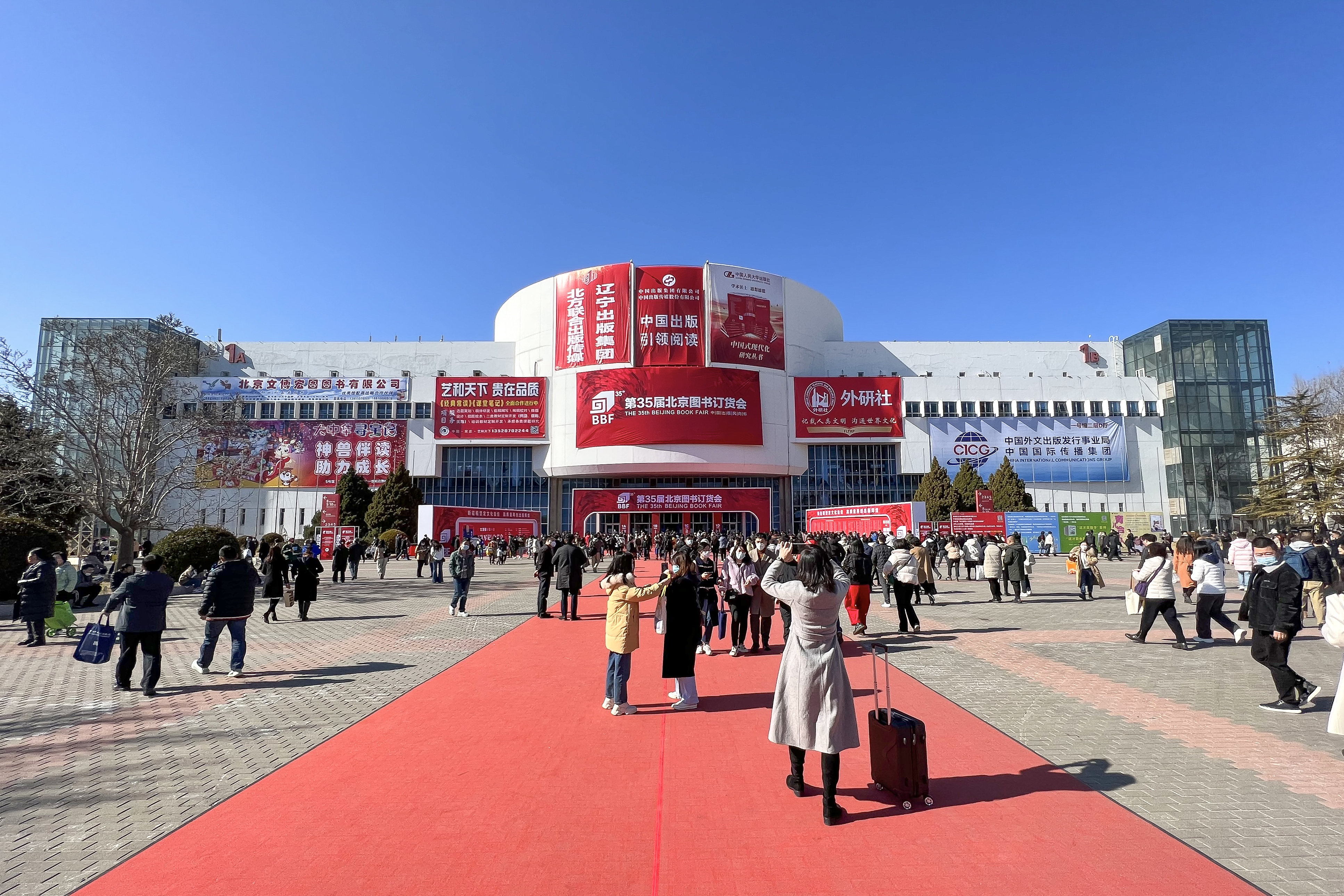
位于静安庄的老馆1号馆

中国国际展览中心（朝阳馆）又称老国展、中国国际展览中心（静安庄馆），是国展第一代馆址，建在北京三环路东北角三元西桥处，为北京市朝阳区北三环东路6号，为乳白色建筑，由北京市建筑设计院柴裴义团队设计，占地15公顷，总建筑面积75000平方米，包括主馆（1号馆）、7个附属馆（2-8号馆）等，其中1号馆东北侧沿三环路布置的2-5号馆连为一体，1号馆西北侧的6、7号馆也彼此连接，8号馆单列于1号馆西南。
中国国际展览中心总体规划于1983年获批，1984年1月开工建设，1985年6月率先建成2-5号馆，1985年11月便在此举办了第四届亚洲及太平洋地区国际贸易博览会（当时1号馆尚未进场施工）。随后又在该中心举办了国际防务技术展览、苏联工业展览等等。
作为二期工程建设的国展朝阳馆1号馆总建筑面积为52541平方米，1至4层设置展厅，局部5层设置办公用房，地下室则为设备机房，1993年底完工，同时建成启用的还有国展南侧的北京皇家大饭店（2022年8月28日改称“北京皇家格兰云天大酒店”）。
1995年12月5日，最初规划中的原8号馆被辟为家樂福创益佳商场，这是家乐福在中国内地的首家店铺，2023年3月29日闭店。1999年12月25日，国展（朝阳馆）新8号展馆建成。
然而8号馆建成后的老国展仍然不足以承受逐渐增长的展览频次，仅2000年就举办了109个展会，2001年更是“平均每3天就要接一场展览，每月要承办3场大型国际展览”，国展中心新展馆的规划也在世纪之交提上日程。

## 顺义馆
中国国际展览中心（顺义馆）又称新国展、国展新馆，建于北京市顺义区首都国际机场西侧的天竺空港城内，地上总建筑面积66万平方米。该项目被北京市人民政府列入了2008年奥运相关工程项目。
国展新馆在规划中有四个备选场地，分别为顺义天竺空港工业区、北京经济技术开发区、通州区马驹桥、北京奥林匹克公园。2003年，在奥林匹克公园设置新国展的方案被否决，为避免重复建设，国家发展和改革委员会同意将在奥林匹克公园内建设的国家会议中心与另行选址的新国展中心分别设计、建设，新国展最终于2003年确定在顺义天竺建设。2004年11月，北京市建筑设计研究院与美国TVS建筑设计事务所联合体对新国展的设计方案中标。
该项目由北京中展投资发展有限公司承建，计划投资35亿元，一期工程于2005年12月28日奠基，2006年9月25日开工，2007年9月28日封顶，2007年10月竣工。
2008年3月28日，国展顺义馆举行开馆庆典，当天开幕的第16届中国国际服装服饰博览会成为国展顺义馆承办的首场展览。目前，北京地铁15号线在新馆东侧设有国展站。

## 首都国际会展中心

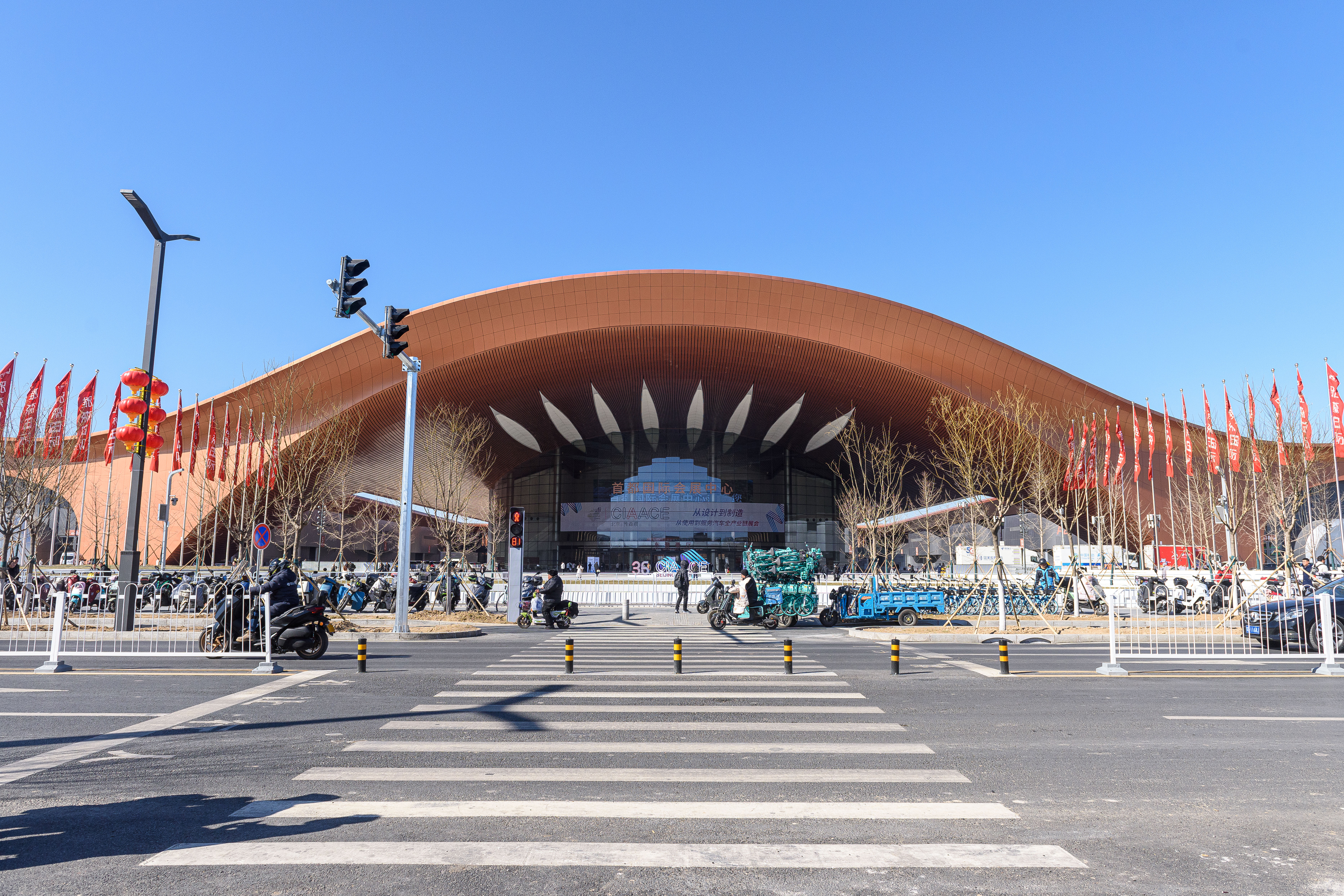
首都国际会展中心东立面

位于国展顺义馆一期馆舍北侧的新国展二期工程于2021年9月28日开工，二期工程由北京市建筑设计研究院、扎哈·哈迪德建筑事务所、艾奕康环境规划设计（上海）有限公司联合设计，包括1栋会议中心、1栋酒店、9栋展馆和3栋登录厅共14个单体建筑，主体结构已于2023年10月30日封顶，计划由北辰集团旗下首都会展（集团）有限公司运营，2025年1月6日定名为首都国际会展中心，2025年2月21日正式投入使用。